# Peugeot Typ 65
Der Peugeot Typ 65 ist ein frühes Automodell des französischen Automobilherstellers Peugeot, von dem 1904 im Werk Audincourt 12 Exemplare produziert wurden.
Die Fahrzeuge besaßen einen Zweizylinder-Viertaktmotor, der vorne angeordnet war und über Kette die Hinterräder antrieb. Der Motor leistete aus 1817 cm³ Hubraum 10 PS.
Bei einem Radstand von wahlweise 220 cm oder 250 cm betrug die Spurbreite 132 cm. Die Karosserieform Tonneau bot Platz für vier Personen.